# Зелёновка (Сердобский район)
Зелёновка — село в Сердобском районе Пензенской области России. Входит в Новостудёновский сельсовет.

## География
Расположено на правом берегу Камзолки (приток Сердобы) вблизи границы с Саратовской областью, в 16 км к востоку от Сердобска и в 92 км к юго-юго-западу от Пензы.
Село вытянуто вдоль реки на 5 км, поблизости имеется пруд на притоке Камзолки.

## История
Село было основано пахотными крестьянами в 1722 и 1747 годах. Современное село было образовано путём слияния трёх населённых пунктов: села Рождественского, деревни Зелёновка и села Камзола  (не путать с селом Камзолка в том же Сердобском районе). В 1877 году — волостной центр Сердобского уезда, 218 дворов, 2 лавки (церковь — в с. Рождественском). В 1911 году — деревня Зеленовка Камзольской волости Сердобского уезда, 412 дворов, земское одноклассное училище (2 учителя, около 100 учеников); у крестьянской общины 1155 дес. посева, в том числе на надельной земле — 1260, купленной — 125, арендованной — 170; 337 рабочих лошадей, 368 коров, 75 железных плугов, 40 веялок. В 1916 году — 2 земских училища, в первом — 3 учителя и 149 учеников, во втором, открытом в 1911 году, 1 учитель и 37 учеников.

## Население
| 1816  | 1859  | 1877  | 1886  | 1897  | 1911  | 1926  |
| ----- | ----- | ----- | ----- | ----- | ----- | ----- |
| 480   | ↗1102 | ↗1952 | ↘1629 | ↗1660 | ↗2275 | ↗3301 |
| 1928  | 1939  | 1959  | 1979  | 1989  | 1996  | 2002  |
| ↗3351 | ↘1452 | ↘1106 | ↘665  | ↗691  | ↗725  | ↘637  |
| 2010  |       |       |       |       |       |       |
| ↘551  |       |       |       |       |       |       |

## Известные уроженцы
- Макашин, Семён Акимович (1827—1865) — российский краевед, писатель[8].
- Самсонов, Фёдор Александрович (1901—1980) — советский военачальник, генерал-полковник артиллерии.

## Транспорт
Через село проходит местная автодорога Сердобск — Бакуры (на Екатериновку).